# قطار صبح
قطار صبح (به انگلیسی: The morning train) فیلمی هندی محصول سال ۱۹۸۶ و به کارگردانی باراتیراجا است. در این فیلم بازیگرانی همچون سانی دئول، پونام دیلون، پریم چوپرا، بیندو و درمندرا ایفای نقش کرده‌اند.